# Over the Rainbow
Over the Rainbow (anche nota con il titolo Somewhere Over the Rainbow) è una canzone scritta da Harold Arlen con testi di E.Y. Harburg. La versione originale è cantata da Judy Garland per il film Il mago di Oz del 1939. Il titolo significa letteralmente «Oltre l'arcobaleno».

## Descrizione
Il brano ha avuto, fin dagli anni quaranta, un grande successo e nel 1981 ha vinto il Grammy Hall of Fame Award. I discografici statunitensi l'hanno eletta "miglior canzone del XX secolo". Per lo stretto legame con Judy Garland (eterosessuale, ma considerata un'icona gay) e per il messaggio di speranza contenuto nel testo, nel corso dei decenni il brano è divenuto uno dei più grandi inni del movimento di liberazione omosessuale, di cui la bandiera arcobaleno è appunto un simbolo. Alcuni associano la morte di Judy Garland, avvenuta il 22 giugno del 1969, alla rivolta di Stonewall, che portò alla realizzazione del primo gay pride della storia, ma tale connessione è rimasta indimostrata. Inoltre questa canzone, si ipotizza, sia stata uno dei motivi che portarono alla scelta, da parte di Gilbert Baker, per l'utilizzo dell'arcobaleno per la bandiera della comunità LGBT. A Gilbert fu commissionato, da parte di Harvey Milk, il compito di scegliere la bandiera, che fu poi sventolata per la prima volta al primo Gay Pride della storia, quello di San Francisco nel 1978.
Nella versione teatrale prodotta da Andrew Lloyd Webber che ha debuttato a Londra al London Palladium il 7 marzo 2011, con Michael Crawford nel ruolo del mago, il ruolo di Dorothy è stato interpretato da Danielle Hope, che, quindi, ha cantato la canzone.
Il tema di Over the Rainbow presenta una spiccatissima somiglianza sia armonica che melodica con il tema dell'intermezzo (noto come Sogno di Ratcliff) dell'opera Guglielmo Ratcliff di Pietro Mascagni, composto nel 1895.

## Cover
Tantissimi sono i cantanti che si sono cimentati nell'esecuzione: si contano infatti oltre 650 cover della canzone, tra cui i Beach Boys, Eric Clapton, Jeff Beck, Ray Charles, Keith Jarrett, Katharine McPhee, Glenn Miller, Bud Powell, Ryuchi Sakamoto, Art Tatum, Ariana Grande, Connie Talbot, Santo & Johnny, Leona Lewis, Vic Damone, Valentina Giovagnini, Irene Cara, Nikka Costa, Chiara Galiazzo, Caterina Valente nel 1961 con il titolo Arcobaleno inserita nell'album Caterina show, Neil Sedaka nel 1966 con il titolo Arcobaleno, testo italiano di Devilli, inserita nell'album Smile (RCA Victor, LPM 10181) e I Ribelli nell'album omonimo del 1968 (Dischi Ricordi, SMRP 9052), inoltre è famosa grazie anche al medley di Israel Kamakawiwo'ole che è composta da Somewhere Over the Rainbow e What a Wonderful World.